# Ан (Люксембург)
Ан (на люксембургски: On) e село в Люксембург, окръг Гревенмахер, кантон Гревенмахер, община Вормелданж.
Населението му е 208 души през 2005 година.